# The Awesome Adventures of Captain Spirit
The Awesome Adventures of Captain Spirit – darmowa komputerowa gra przygodowa wyprodukowana przez studio Dontnod Entertainment, a wydana przez Square Enix. Premiera na platformach Microsoft Windows, PlayStation 4 i Xbox One odbyła się 25 czerwca 2018. Gra stanowi wersję demonstracyjną Life is Strange 2.

## Rozgrywka
Gra osadzona jest w tym samym uniwersum, co produkcje z serii Life is Strange, a jej akcja rozgrywa się trzy lata po wydarzeniach przedstawionych w pierwszej części. Fabuła osadzona została w miasteczku Beaver Creek w Oregonie, w którym wraz ze swoim ojcem Charlesem mieszka dziewięcioletni Chris Eriksen. Obaj na swój własny sposób zmagają się ze śmiercią matki Chrisa, Emily: Charles zaczyna popadać w alkoholizm, z kolei chłopiec tworzy sobie superbohaterskie alter ego – Captain Spirit. Akcja gry ma miejsce w trakcie niedzielnego poranka, kiedy Chris tworzy kostium swojego alter ego i bawi się w superbohatera. Kostium postaci gracz może dostosować według własnego uznania, ze środowiskiem wchodzić może w interakcję, zaś na zadania składają się proste czynności, takie jak np. poszukiwanie skarbu czy eksploracja wyimaginowanej planety. W interakcję z bohaterami niezależnymi wchodzić można poprzez drzewko dialogowe. Wybory, których gracz dokona w The Awesome Adventures of Captain Spirit, będą miały konsekwencje w Life is Strange 2, w którym również pojawi się Chris.

## Produkcja
Według deweloperów ze studia Dontnod Entertainment, gra powstała w celu zrealizowania chęci rozszerzenia uniwersum Life is Strange zrodzonej podczas produkcji drugiej części, której Captain Spirit jest wersją demonstracyjną. Ze scenarzystami Christianem Divine’em i Jean-Lukiem Cano współpracowali reżyserzy Life is Strange 2, Raoul Barbet i Michel Koch, sprawując pieczę nad historią i postaciami. Poszukiwali oni lokacji, która oddawałaby charakter ojca postaci i jego pracy. Gra stanowiła również swojego rodzaju test, podczas którego deweloperzy eksperymentowali z mechanikami znanymi z pierwszej części, czego wynikiem było m.in. ulepszenie drzewka dialogowego, którego używać można również podczas poruszania się. Dzięki zastosowaniu Unreal Engine 4, studiu udało się opracować nowy system animacji twarzy i zaprojektować własne modele. Według Barbeta, Captain Spirit inspirowany by seriami anime Czarodziejka z Księżyca i Rycerze Zodiaku. Motywem przewodnim gry stał się utwór Sufjana Stevensa „Death with Dignity”.
Gra zapowiedziana została 10 czerwca 2018 roku podczas konferencji prasowej Microsoftu na targach Electronic Entertainment Expo. Pierwotnie premiera odbyć miała się 26 czerwca tego samego roku, jednak w Europie i Ameryce Północnej wydana została dzień wcześniej.

## Odbiór
Według serwisu Metacritic agregującego recenzje,  The Awesome Adventures of Captain Spirit spotkało się z pozytywnym przyjęciem ze strony krytyków. Brett Makedonski z serwisu Destructoid chwalił narrację gry, stwierdzając w swojej recenzji, że zostawiła go z poczuciem niedosytu. Joe Juba z „Game Informer” doszedł do podobnego wniosku, chwaląc również paralelność wyobraźni Chrisa i świata rzeczywistego. Michael Leri z Game Revolution chwalił momenty, w których grał jako Captain Spirit, stanowiące kontrast do „przyziemnych czynności”. James O’Connor z GameSpot stwierdził, że twórcom udało się przedstawić Chrisa jako postać, której można współczuć, chwaląc również przerywniki filmowe jako bardzo pomysłowe. Scenariusz uznał za „zwięzły”, zaś narrację za „inteligentną”. Andy Hartup z GamesRadar+ zwrócił uwagę na fakt, że gra jest darmowa, podobnie jak O’Connor chwalił również zwięzłość scenariusza, który w jego opinii posiada urok „szczerego ludzkiego dramatu”. Louisa Blatt pisząca dla serwisu IGN uznała relację ojciec-syn za emocjonalnie zadowalającą i stwierdziła, że nigdy nie znudziła jej przedstawiona w grze opowieść. Miejsce akcji określiła jako „najpiękniejszą scenerię”, z jaką spotkała się w serii Life is Strange. Adam Cook z VideoGamer.com uznał grę za dobry przedsmak Life is Strange 2, chwaląc jej długość.
Makedonski skrytykował zakończenie, które uznał za „niepotrzebny” cliffhanger. Według Juby, najsłabsze w The Awesome Adventures of Captain Spirit były segmenty wykorzystujące mechaniki tradycyjnej gry przygodowej. Leriemu nie spodobały się „ekstremalne” zmiany tonu i „przeciętne” dialogi. O’Connor skrytykował postacie za bycie „oklepanymi”. Hartup uznał grę za zbyt krótką, Blett z kolei stwierdziła, że nudziła ją podstawowa mechanika gry, a zadania były według niej zbyt krótkie i nie stanowiły wyzwania.